# Potassic-magnesio-hastingsite
La potassic-magnesio-hastingsite (simbolo IMA: Pmhst) è un raro minerale del supergruppo dell'anfibolo, all'interno del quale viene collocato nel "gruppo degli anfiboli con W(OH,F,Cl)-dominante" e da lì al sottogruppo degli anfiboli di calcio dove occupa un posto nel "gruppo contenente la radice hastingsite nel nome"; essendo un anfibolo, appartiene agli inosilicati e pertanto alla famiglia minerale dei "silicati", e possiede composizione chimica KCa2(Mg4Fe3+)(Si6Al2)O22(OH)2.
La potassic-magnesio-hastingsite è definita con:
- potassio dominante in posizione A
- ione magnesio bivalente (Mg2+) in posizione C
- idrossile (OH) dominante in posizione W.

## Etimologia e storia
La potassic-magnesio-hastingsite prende il proprio nome per via della sua relazione con l'hastingsite e per il suo contenuto di potassio e magnesio.
Il minerale è stato riconosciuto dall'IMA nel 2005 con il nome potassic-magnesiohastingsite, ma è stata rinominata in seguito alla nuova classificazione degli anfiboli del 2012.

## Classificazione
La classica nona edizione della sistematica dei minerali di Strunz, aggiornata dall'Associazione Mineralogica Internazionale (IMA) fino al 2009, elenca la potassic-magnesio-hastingsite con il nome potassic-magnesiohastingsite e la colloca nella classe "9. Silicati (germanati)" e da lì nella sottoclasse "9.D Inosilicati"; questa viene suddivisa più finemente in base alla struttura del minerale, in modo tale che la potassic-magnesiohastingsite possa essere trovata nella sezione "9.DE Inosilicati con catene doppie di periodo 2, Si4O11; clinoanfiboli" dove forma il sistema nº 9.DE.10.
Tale classificazione viene in piccola parte rivista nell'edizione successiva, proseguita dal database "mindat.org" e chiamata Classificazione Strunz-mindat, dove la potassic-magnesio-hastingsite occupa i medesimi classe, sottoclasse e sezione della nona edizione, per poi venire smistata nel sistema nº 9.DE.15.
Nella Sistematica dei lapis (Lapis-Systematik) di Stefan Weiß la potassic-magnesio-hastingsite si trova nella classe dei "silicati" e nella sottoclasse degli "inosilicati"; qui si trova nella sezione riservata ai minerali con struttura "[Si4O11] a due bande 6-; gruppo degli anfiboli; Ca2-anfiboli" dove forma il sistema nº VIII/F.10.
Anche la classificazione dei minerali secondo Dana, usata principalmente nel mondo anglosassone, elenca la potassic-magnesio-hastingsite nella famiglia dei "silicati"; qui è nella classe degli "inosilicati: catene doppie non ramificate, W=2" e nella sottoclasse degli "inosilicati: catene doppie non ramificate, configurazione anfibolo W=2" dove forma il "gruppo 2, Anfiboli di calcio" con il sistema nº 66.01.03a.

## Abito cristallino
La potassic-magnesio-hastingsite cristallizza nel sistema monoclino nel gruppo spaziale C2/m (gruppo nº 12) con i parametri reticolari a = 9,94 Å, b = 18,05 Å, c = 5,33 Å e β = 105,498°, oltre ad avere 2 unità di formula per cella unitaria.

## Origine e giacitura
La potassic-magnesio-hastingsite è stata trovata come costituente del gabbro di biotite-anfibolo associata a plagioclasio ricco di calcio, biotite ricca di bario, magnetite ricca di titanio, apatite, zircone, fassaite, epidoto e celsiana.
La potassic-magnesio-hastingsite è rara ed è stata trovata solo in pochi siti: la sua località tipo, "Aspen Cape" nell'Argajašskij rajon (oblast' di Čeljabinsk, Russia); presso Hatabari (distretto di Jajpur, India); nella miniera di "Red Chris" (in Columbia Britannica) e nel fiume Lapie (nello Yukon), entrambi in Canada; nella miniera di "Greenwood" presso Tuxedo (nella contea di Orange, Stati Uniti); a Mirošov (nel distretto di Žďár nad Sázavou, Repubblica Ceca); nella Terra della Regina Maud (Antartide).

## Forma in cui si presenta in natura
La potassic-magnesio-hastingsite è stata scoperta sotto forma di cristalli prismatici lunghi fino a 2–3 cm. Il minerale è traslucido con lucentezza vitrea e colore da nero a verde-marrone, mentre il colore del suo striscio è grigio.

## Proprietà ottiche
La potassic-magnesio-hastingsite è fortemente pleocroica con colori verde-brunastro chiaro lungo {\displaystyle x}, verde brunastro scuro secondo {\displaystyle y} e verde-bluastro scuro secondo {\displaystyle z}. I toni molto scuri del minerale e il suo virare al blu è spiegato dal suo contenuto di Fe3+.